# Euforie

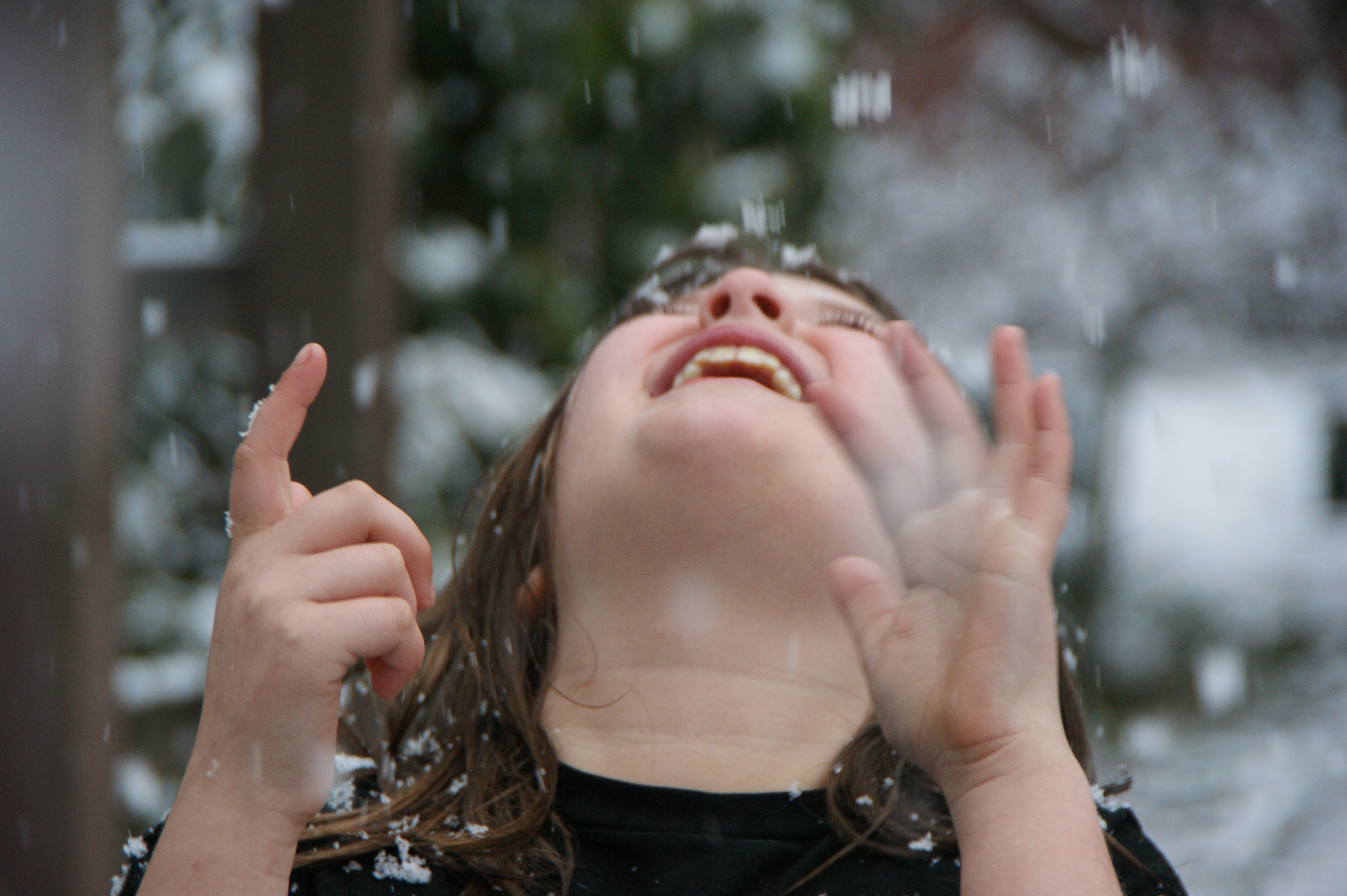
La copii, jocul poate provoca o stare de fericire și satisfacție

Euforia este o stare care se manifestă printr-o senzație de bună dispoziție exagerată, de optimism nemotivat și care apare în unele boli nervoase sau este provocată de unele substanțe narcotice. (Prin extensiune) Beatitudine.
Euforia este o tulburare în sfera afectivă, manifestată printr-o stare de bună dispoziție exagerată, veselie, exuberanță, fericire, toate acestea nemotivate, în absența unor cauze exterioare sau provocate de motive neînsemnate, care nu justifică aceste trăiri. În euforie este exprimată anormal atitudinea subiectului față de realitate. Euforia se desfășoară, de obicei, pe fondul unui tonus de activitate psihomotorie crescut, evidențiat printr-o accelerare a proceselor gândirii, a asociațiilor de idei, a unui limbaj bogat, rapid etc. Dispoziția subiectivă bună a bolnavului se exteriorizează prin râs zgomotos, mimică vie, gesticulație bogată. Euforia este întâlnită în faza maniacală a psihozei maniaco- depresive, în intoxicațiile cu alcool, faza terminală a tuberculozei, ca post-reacție a hepatitelor și altor boli somatice. Uneori eforia moderată n-are legătură cu stările patologice, este un dat temperamental, sau apare sub influențe chimice psihotrope (alcool, „gaz ilariant” - protoxid de azot). (Prin extensiune) Beatitudine.

## Legături externe
„Euforie” la DEX online